# تيم كريسويل
تيم كريسويل (بالإنجليزية: Tim Cresswell)‏ هو جغرافي بريطاني، ولد في 1965 في كامبريدج في المملكة المتحدة.